# Matt Dumba
Mathew "Matt" Dumba (Regina, 25 de julho de 1994) é um jogador canadense de hóquei no gelo profissional que joga atualmente joga pelo Dallas Stars da National Hockey League (NHL).
Dumba foi selecionado pelo Minnesota Wild como a sétima escolha geral no Draft da NHL de 2012, time com o qual passou suas primeiras 10 temporadas.

## Primeiros anos
Dumba é de ascendência filipina (materna) e romena e alemã (paterna). Ele nasceu em Regina, Saskatchewan, e aprendeu a patinar aos três anos de idade. Sua família se mudou para Calgary, Alberta, onde ele jogou hóquei. Dumba passou a temporada de 2009–10 na Edge School for Athletes na Canadian Sport School Hockey League.

## Carreira de jogador

### Júnior
O Red Deer Rebels da Western Hockey League (WHL) selecionou Dumba com sua quarta escolha geral no Draft da WHL de 2009. Ele fez sua estreia na WHL em 2009–10, com 15 anos, participando de seis jogos da temporada regular e dois jogos de playoffs. Ao se juntar aos Rebels em tempo integral na temporada de 2010–11, Dumba marcou 15 gols e 26 pontos e foi um jogador que, segundo seu treinador, era notável sempre que estava em gelo. Seu desempenho durante a temporada rendeu a Dumba o Troféu Jim Piggott Memorial como Calouro do Ano da WHL.
Na temporada de 2011–12, Dumba marcou 20 gols e 57 pontos em 69 jogos. Ele continuou a impressionar olheiros com seu jogo. Don Hay foi um dos vários treinadores da WHL a elogiar Dumba por seu entusiasmo e estilo de jogo físico: "Ele é um jogador que pode fazer todas as partes do jogo. É um jogador muito dinâmico com ou sem o puck. Sim, ele pode dar um bom cheque, mas também pode marcar o gol da vitória na prorrogação."
O desempenho de Dumba na WHL resultou em sua classificação como um dos principais prospectos para o Draft da NHL de 2012. A Central de Scouting da NHL o classificou como o 11º melhor prospecto para o draft, enquanto o Serviço de Scouting Internacional o classificou como o 5º no geral. O Minnesota Wild o selecionou como a sétimo escolha geral. Dumba foi devolvido aos Rebels para começar a temporada de WHL de 2012–13, em parte devido a uma disputa trabalhista entre a NHL e seus jogadores. Quando a disputa da NHL foi resolvida, o Wild tinha a intenção de dar-lhe uma breve oportunidade em seus treinamentos. Dumba impressionou o staff técnico da equipe o suficiente para garantir um lugar no elenco no jogo de abertura da temporada do Wild, mas foi devolvido a Red Deer quatro jogos após o início da temporada da NHL sem ter jogado.

### Profissional

#### Minnesota Wild
Dumba conquistou um lugar no elenco do Wild no começo da temporada de 2013–14 e fez sua estreia na NHL em 5 de outubro de 2013, contra o Anaheim Ducks, tornando-se o segundo jogador de ascendência filipina a jogar na NHL, depois de Tim Stapleton. Ele marcou seu primeiro gol na NHL em 12 de outubro contra o Dallas Stars. No entanto, ele registrou apenas dois pontos em 13 jogos até dezembro quando ele foi para o Campeonato Mundial Sub-20 de 2014. Enquanto Dumba estava com a Seleção, os Rebels trocaram seus direitos na WHL para o Portland Winterhawks e o Wild o designou para Portland após seu retorno.
Na temporada de 2015–16, Dumba teve um ano de destaque, jogando todos os jogos, exceto um, com o Wild, alcançando recordes pessoais em gols, assistências, pontos e minutos de penalidade com 10 gols, 16 assistências, 26 pontos e 38 minutos de penalidade. Ele jogou 81 dos 82 jogos daquela temporada, perdendo apenas uma derrota por 3–0 para o San Jose Sharks, estando saudável mas não sendo utilizado pelo treinador John Torchetti.
Em 28 de julho de 2016, Dumba renovou seu contrato com o Wild por dois anos e US$ 5,1 milhões. Após um início ruim de temporada, o novo treinador Bruce Boudreau optou por deixar Dumba de fora no jogo de 20 de outubro contra o Toronto Maple Leafs. No entanto, o plano foi frustrado quando Marco Scandella adoeceu, forçando Dumba a entrar no time. Depois disso, ele jogou ao lado do defensor Ryan Suter na primeira linha defensiva e viu um aumento nas responsabilidades e no tempo de gelo com média de 21 minutos. A temporada de 2017–18 viu Dumba estabelecer novos recordes pessoais com 14 gols, 36 assistências e 50 pontos. Em 21 de julho de 2018, ele assinou uma extensão contratual de cinco anos e US$ 30 milhões com o Wild.
Em 8 de junho de 2020, Dumba tornou-se um dos membros fundadores do conselho executivo da Hockey Diversity Alliance, cuja meta é enfrentar a intolerância e o racismo no hóquei. Dumba foi nomeado vencedor do Prêmio King Clancy de 2020 por seus esforços em apoiar iniciativas comunitárias em Minneapolis e como membro da Hockey Diversity Alliance. Durante a temporada de 2022–23, Dumba marcou quatro gols e 14 pontos em 79 jogos e foi o terceiro em tempo entre os defensores do Wild.

#### Arizona Coyotes
Após o Wild optar por não renovar o contrato de Dumba na off-season de 2023, ele assinou como agente livre irrestrito um contrato de um ano e US$ 3,9 milhões com o Arizona Coyotes em 7 de agosto de 2023. Dumba fez sua estreia pelo Arizona em 13 de outubro de 2023 contra o New Jersey Devils. Ele marcou seu primeiro gol pelos Coyotes contra os Devils. Ele jogou 58 jogos pelo Arizona, marcando quatro gols e 10 pontos.

#### Tampa Bay Lightning
Em 8 de março de 2024, os Coyotes trocaram Dumba para o Tampa Bay Lightning. Ele fez sua estreia em 9 de março, na vitória por 7–0 sobre o Philadelphia Flyers. Dumba registrou seu primeiro ponto com o Lightning, uma assistência no gol de Michael Eyssimont no primeiro período, na vitória por 7–4 sobre o Montreal Canadiens em 4 de abril de 2024. Ele jogou 18 jogos da temporada regular com o Tampa Bay, registrando dois pontos. Dumba fez sua estreia nos playoffs com o Lightning em 21 de abril, em uma derrota por 3–2 para o Florida Panthers na primeira rodada. Ele jogou cinco jogos de playoffs com o Lightning, terminando em segundo na equipe em bloqueios, com sete, enquanto o time foi eliminado da pós-temporada.

#### Dallas Stars
Em 1º de julho de 2024, Dumba assinou um contrato de dois anos e US$ 7,5 milhões com o Dallas Stars.

## Carreira na seleção
Dumba fez sua estreia na Seleção Canadense no Torneio Memorial Ivan Hlinka de 2011. Ele foi nomeado capitão da seleção sub-18 e levou o Canadá à vitória na medalha de ouro.
Dumba foi emprestado pelo Wild para participar do Campeonato Mundial Sub-20 de 2014. Ele quase evitou uma suspensão após ser expulso de um jogo de preparação por dar uma joelhada em um adversário sueco e registrou uma assistência em sete jogos do torneio para os canadenses, que terminaram em quarto lugar.
Após a temporada de 2015–16, Dumba fez sua primeira aparição com a Seleção Canadense principal, jogando todos os dez jogos no Campeonato Mundial de 2016, onde o Canadá foi medalhista de ouro.

## Estatísticas da carreira
| 2012–13 | Houston Aeros        | AHL    | 3   | 0  | 0   | 0   | 2   | 5  | 0  | 0  | 0  | 0  |
| 2013–14 | Minnesota Wild       | NHL    | 13  | 1  | 1   | 2   | 2   | —  | —  | —  | —  | —  |
| 2013–14 | Portland Winterhawks | WHL    | 26  | 8  | 16  | 24  | 37  | 21 | 8  | 10 | 18 | 33 |
| 2014–15 | Minnesota Wild       | NHL    | 58  | 8  | 8   | 16  | 23  | 10 | 2  | 2  | 4  | 2  |
| 2014–15 | Iowa Wild            | AHL    | 20  | 5  | 9   | 14  | 6   | —  | —  | —  | —  | —  |
| 2015–16 | Minnesota Wild       | NHL    | 81  | 10 | 16  | 26  | 38  | 6  | 0  | 2  | 2  | 6  |
| 2016–17 | Minnesota Wild       | NHL    | 76  | 11 | 23  | 34  | 59  | 5  | 0  | 0  | 0  | 2  |
| 2017–18 | Minnesota Wild       | NHL    | 82  | 14 | 36  | 50  | 41  | 5  | 1  | 1  | 2  | 4  |
| 2018–19 | Minnesota Wild       | NHL    | 32  | 12 | 10  | 22  | 21  | —  | —  | —  | —  | —  |
| 2019–20 | Minnesota Wild       | NHL    | 69  | 6  | 18  | 24  | 41  | 4  | 0  | 1  | 1  | 2  |
| 2020–21 | Minnesota Wild       | NHL    | 51  | 6  | 15  | 21  | 46  | 7  | 1  | 2  | 3  | 17 |
| 2021–22 | Minnesota Wild       | NHL    | 57  | 7  | 20  | 27  | 47  | 6  | 1  | 0  | 1  | 2  |
| 2022–23 | Minnesota Wild       | NHL    | 79  | 4  | 10  | 14  | 81  | 6  | 0  | 2  | 2  | 4  |
| 2023–24 | Arizona Coyotes      | NHL    | 58  | 4  | 6   | 10  | 55  | —  | —  | —  | —  | —  |
| 2023–24 | Tampa Bay Lightning  | NHL    | 18  | 0  | 2   | 2   | 33  | 5  | 0  | 0  | 0  | 0  |
| Totais  | Totais               | Totais | 723 | 96 | 190 | 286 | 532 | 80 | 13 | 20 | 33 | 72 |